# La romana (miniserie televisiva)
La romana è una miniserie televisiva italiana del 1988, diretta da Giuseppe Patroni Griffi e tratta dall'omonimo romanzo di Alberto Moravia.
Protagoniste le attrici Gina Lollobrigida (che fu già interprete dell'omonimo film di Luigi Zampa del 1954) e Francesca Dellera (nel ruolo che nel 1954 fu della Lollobrigida).
Nel cast figurano, inoltre, tra gli altri, Tony Lo Bianco e Pierre Cosso.
La miniserie, in 3 puntate, fu trasmessa da Canale 5 in prima serata a partire dal 6 novembre 1988.

## Trama
Roma, periodo fascista: protagonista delle vicende è Adriana (Francesca Dellera), una giovane donna che vive un rapporto conflittuale con la madre Margherita (Gina Lollobrigida).

## Produzione e retroscena
- Durante le riprese, Gina Lollobrigida e Francesca Dellera si resero protagoniste di un litigio, durante il quale le due si rinfacciarono a vicenda giudizi tutt'altro che positivi sul modo di recitare[1]. In particolare la Lollobrigida, favorevole alla presa diretta, condannò il fatto di essersi dovuta doppiare nelle scene in cui recitava assieme alla Dellera: quest'ultima, infatti, si era deciso di farla doppiare senza sue obiezioni da Francesca Guadagno. Dal canto suo, la Dellera ricordò che anche la Lollobrigida, nei primi film, veniva a sua volta doppiata.